# 深野勘右衛門
深野 勘右衛門（ふかの かんえもん、1870年7月10日〈明治3年6月12日〉 - 没年不明）は、日本の政治家、地主、家主。西巣鴨町会議員。

## 人物
金融業を営む。池袋村時代村会議員となり、3期再選する。土木委員、共睦会顧問、西巣鴨町教育会評議員、北豊島郡長崎村第一耕地整理組合評議員、氏神氷川神社世話人である。住所は東京市豊島区池袋4丁目。